# Dolichurus formosanus
Dolichurus formosanus är en  stekelart som beskrevs av Kazuhiko Tsuneki 1967. Dolichurus formosanus ingår i släktet Dolichurus och familjen Ampulicidae. Inga underarter finns listade i Catalogue of Life.